# Beneso
Beneso es una aldea española del municipio de Puerto del Son, La Coruña, Galicia. Pertenece a la parroquia de Goyanes.
Está situada en el norte del municipio a 28 metros de altura y a 5,8 kilómetros de la capital municipal. Las localidades más cercanas son Mantoño, O Pozo y Eiravedra. En 2021 tenía una población de 111 habitantes (55 hombres y 56 mujeres).